# Pflegamt Wittislingen
Das Pflegamt Wittislingen war seit 1789 ein Pflegamt im Hochstift Augsburg, dessen Sitz in Wittislingen war. Durch die Säkularisation des Hochstifts 1802 wurde das Pflegamt Wittislingen aufgelöst und die dazugehörigen Orte wurden dem Landgericht Dillingen unterstellt.
Die Zuständigkeit des Pflegamtes Wittislingen erstreckte sich auf die Besitzungen des Hochstifts Augsburg in Donaualtheim, Schretzheim, Reistingen und Wittislingen.